# 黎龍鋌
黎龍鋌（越南语：／；986年11月15日—1009年11月19日）是前黎朝末代皇帝，1005年至1009年在位。又名黎至忠（越南语：／）。因上朝的時候躺在龍床上，所以又有黎臥朝（越南语：／）的綽號。《大越史記全書》稱其為「臥朝皇帝」（越南语：／），但根據《欽定越史通鑑綱目》的說法，「臥朝皇帝」並非其諡號。
黎龍鋌是一位暴虐而好色的君主，他死後前黎朝即滅亡。

## 生平

### 早期事蹟
黎龍鋌為黎桓第五子，為祗候妙女（一作「初侯夷女」）所生。992年，黎龍鋌被黎桓冊封為開明王（越南语：／），居住在藤州。黎桓自980年即位以來，冊立長子擎天大王黎龍鍮為太子，並將自己的各個兒子派往各地，冊封為藩王。1000年，黎龍鍮先於黎桓而死。黎龍鋌非常希望成為未來的皇帝，請求黎桓冊立自己為太子。但這引起了群臣的強烈反對，認為廢長立幼不合禮儀，因此黎桓最終沒有接受他的請求。1004年，黎桓冊立第三子南封王黎龍鉞為皇太子，並將黎龍鋌、黎龍錫分別進封開明大王和東城大王，欲斷絕其繼位之念。但黎龍鋌稱帝的願望依然不滅。

### 奪取皇位
1005年，黎桓駕崩，皇太子黎龍鉞繼位，是為前黎中宗。此時開明大王黎龍鋌、東城大王黎龍錫、中國王黎龍鏡各據自己的城池，與中宗爭奪皇位。中宗先擊敗黎龍錫並殺之於機羅海口（在今河靜省奇英縣）。不久黎龍鋌又殺死了中宗，篡奪了皇位，尊號開天應運聖文神武則天崇道大勝明光孝皇帝，尊生母為興國廣聖皇太后，又為自己冊立了四名皇后。群臣皆四處逃亡，唯獨殿前軍指揮使李公蘊抱屍而哭。黎龍鋌嘉其忠義，封之為四廂軍副指揮使。
禦北王黎龍釿與中國王黎龍鏡據扶蘭寨叛亂，黎龍鋌御駕親征，包圍了扶蘭寨數月之久。黎龍釿知寨不可守，斬黎龍鏡出降。為了戴罪立功，黎龍釿率軍征討據守峰州的禦蠻王黎龍釘並迫使其投降。此後諸王紛紛歸降，不敢再叛。

### 在位事蹟
經過一系列的征討，黎龍鋌鞏固了其皇位。1006年，黎龍鋌冊立其長子黎龍乍為開封王。此外又封義子黎紹理為楚王，居於左班；黎紹勳為漢王，居於右班；文武百官的官制和朝服全都效仿北宋。
北宋官員凌策得知安南內亂，建議宋真宗發兵征討。但宋真宗認為安南恭順、而且當地酷熱，拒絕了出兵的建議。黎龍鋌則派遣弟弟黎明昶（黎龍鏦）、掌書記黃成雅赴北宋朝貢。1007年，宋真宗冊封黎龍鋌為交趾郡王領靜海節度使，賜名黎至忠。
1008年，黎龍鋌親征都良、渭龍二州，又伐按洞、驩州、千良州，虜獲蠻人、馬匹甚眾。黎龍鋌下令酷刑處死這些俘虜，自己卻非常高興。1009年，黎龍鋌駕幸愛州的武瀧江，聽民間傳說游泳渡江者多被溺死，遂強迫人在該江中游泳，但竟無一人溺亡。因此黎龍鋌下令在該江面上設置浮橋，方便行人通過。

### 殘暴而好色的君主
根據《大越史記全書》的記載，黎龍鋌是一位殘暴嗜殺的君主，其暴虐遠勝乃父。此外，黎龍鋌也以恐嚇甚至傷害他人為自己的娛樂方法。有一次黎龍鋌來到寧江遊覽，在得知江中多蛇之後，黎龍鋌故意將划船的人推入江中，欲令蛇害之。他還曾在僧人郭昂的頭上削甘蔗，假裝失手使郭昂流血，自己卻大笑。又有一次黎龍鋌殺貓宴請諸王，當諸王吃完貓肉後突然把貓頭拿出來；看到諸王恐懼的表情後黎龍鋌反而大笑。
黎龍鋌喜歡殺人，他甚至發明了許多酷刑取樂：
- 用樹芽捆綁犯人身體，然後用火點燃樹芽，燒死犯人。
- 派遣寵倖的北宋優伶廖守心持短刀或鈍刀將犯人凌遲，不讓犯人立即死去。其人哀嚎，黎龍鋌反而大笑。
- 征討蠻人獲得的俘虜，黎龍鋌將他們關進水牢，等到漲潮的時候全部被淹死。
- 把犯人拴在山崖旁的樹枝上，然後砍倒大樹，令其墜崖而死。黎龍鋌親自觀看取樂。

黎龍鋌也是個寵倖佞臣的皇帝。在他上朝的時候總是讓這些佞臣侍立左右，互相嬉戲取笑。這使大臣們都無法上奏。
此外，黎龍鋌也好色成性，黎明昶出使北宋時，將北宋民女蕭氏騙至安南，獻給黎龍鋌。黎龍鋌患有痔疾，「臥以視朝」，故時人綽號黎臥朝。越南民間野史傳說這是因為黎龍鋌酒色過度導致。

### 病逝和前黎朝的滅亡
黎龍鋌暴虐使得其統治人心不附，民間盛傳黎氏將被推翻，一個叫「十八子」的人將取而代之成為安南的新君主。僧人萬行預言了「十八子」就是「李」字，並私下找到親衛殿前指揮使李公蘊，認為李公蘊是將來的明君。黎龍鋌得知李氏將取代黎氏，盡誅身邊的李姓大臣。唯獨黎龍鋌信任李公蘊，因此李公蘊得以倖免。
1009年，黎龍鋌在其寢宮逝世，在位僅四年，得年二十四。黎龍鋌的暴虐使得前黎朝的大臣們人心不附；而當時皇太子開封王黎乍年方十歲，黎龍鋌的弟弟黎明昶、黎明提（黎龍鍉）爭奪皇位。李公蘊與右殿前指揮使阮低各率龍兵五百人，以保衛宮殿為名進入皇宮。祗候陶甘沐知道李公蘊覬覦皇位已久，勸其受禪稱帝。於是李公蘊篡奪帝位，次年改元順天，建立李朝，前黎朝滅亡。

## 家族
- 父：黎大行皇帝
- 母：興國廣聖皇太后[2]（祗候妙女（一作「初侯夷女」）[3]）

- 妻：感聖皇后[1]等四人[2]
- 妾：蕭氏（宋朝人）[1]

- 子：
  - 長子：開封王黎乍（封皇太子）[2]
  - 義子：楚王黎紹理[2]
  - 義子：漢王黎紹勳[2]
  - 義子：三原王黎偓佺（感聖皇后的義子，1008年冊封為王）[1]

## 影視形象
| 演員   | 影視作品                           |
| 阮孟君 | 《李公蘊：到昇龍城之路》（电视剧） |

## 腳註
1. 1 2 3 4 5 6 7 8 9 10 11  《大越史記全書》200~201頁
2. 1 2 3 4 5 6 7 8 9  《大越史記全書》198~199頁
3. 1 2  根據《大越史記全書》記載，前黎中宗的母親是祗候妙女，而黎龍鋌又是中宗的同母弟。（《大越史記全書》198頁）《越史略·卷上 （页面存档备份，存于）》則稱中宗是初侯夷女所生，黎龍鋌是中宗的同母弟。由此可知黎龍鋌也是祗候妙女（或初侯夷女）所生。
4. ↑  《大越史記全書》193頁
5. 1 2  《大越史記全書》196~197頁
6. 1 2  《大越史記全書》202~203頁
7. ↑  另有政變被殺的說法，參見《續資治通鑑長編·卷七十二》
8. ↑  郭振鐸、張笑梅主編，《越南通史》，第四編第九章第一節，中國人民大學出版社，2001年，第266頁。ISBN 7300034020
9. ↑  《續資治通鑑長編·卷七十三》

## 外部連結
- （越南文）（中文）.   [2008-06-02]. （原始内容存档于2016-03-04）.
- （中文）.   [2008-06-02]. （原始内容存档于2009-06-16）.

| 臥朝皇帝黎龍鋌 |                              |                           |
| 前任： 黎龍鉞  | 大瞿越帝國皇帝 1005年—1009年 | 繼任： 李太祖             |
| 前任： 黎龍鉞  | 越南前黎朝君主 1005年—1009年 | 無 原因：前黎朝被李朝取代 |